# Rapp and Rapp

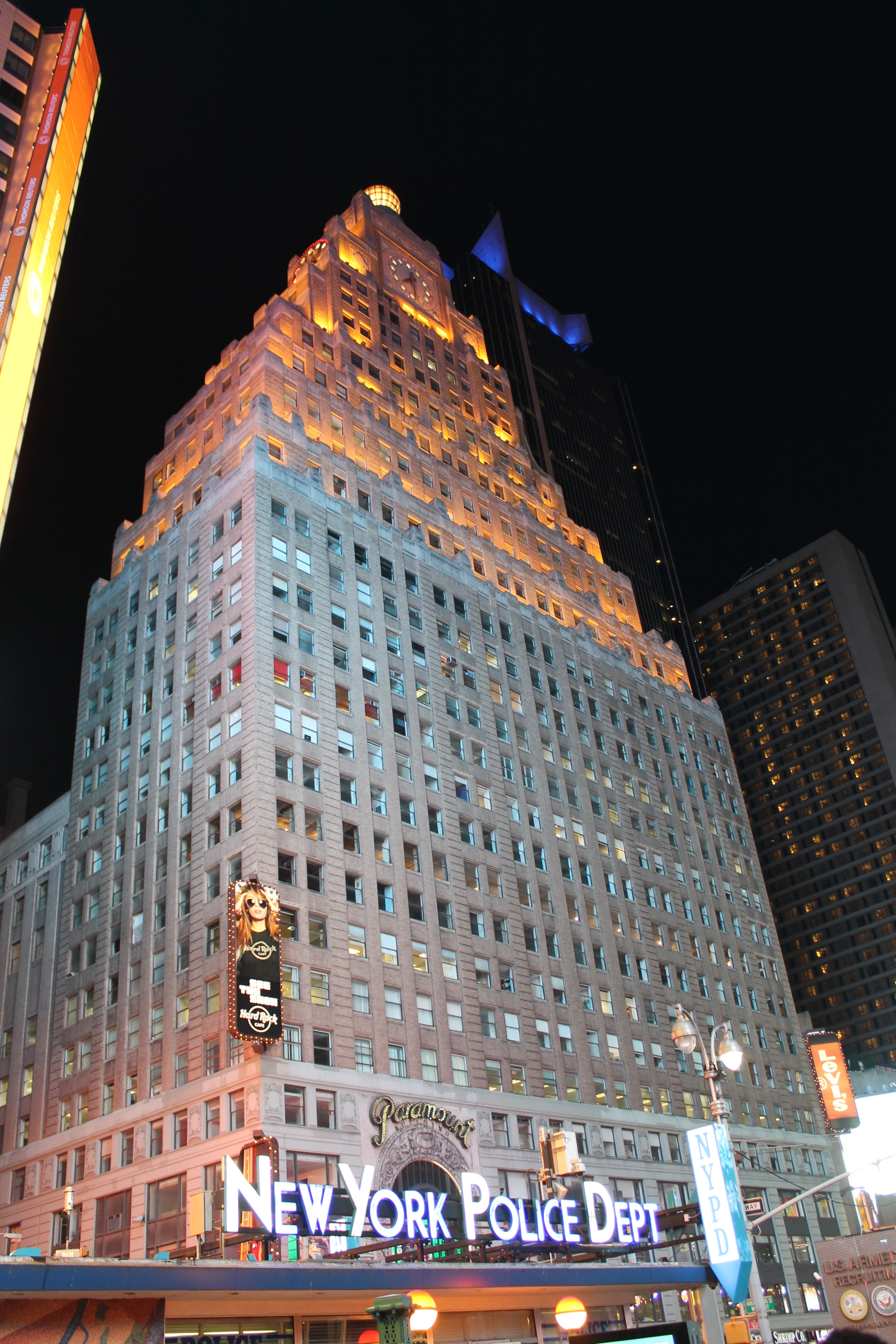
Le Paramount Building, à New York, construit par le cabinet Rapp and Rapp.

La société Rapp and Rapp était un cabinet d'architectes actif dans la ville de Chicago, dans l'État de l'Illinois, aux États-Unis, au début du XXe siècle.
Les frères Cornelius W. Rapp (mort en 1926) et George Leslie Rapp (1878 - 1942), originaires de Carbondale, diplômés en 1899 de l'University of Illinois School of Architecture, furent les fondateurs du cabinet Rapp and Rapp. Ils furent aidés par un autre frère, Isaac Rapp,, architecte connu dans le Colorado et le Nouveau-Mexique.
Cette entreprise est considérée comme l'un des principaux concepteurs américains de théâtres ou de salles de cinéma du début du XXe siècle. La société Rapp and Rapp a conçu plus de 400 théâtres dont le Majestic Theatre à Dubuque, dans l'Iowa (1910), le Chicago Theatre (1921), le Uptown Theatre à Chicago (1925), le Bismark Hotel and Theatre (1926), le James M. Nederlander Theatre à Chicago (1926), les Paramount Theatres à New York (1926), le Kings Theatre (1929), le Copernicus Center à Chicago (1930) et Aurora (1931) et le Mitchell Corn Palace à Mitchell.

## Créations
- Le Michigan Theater à Détroit

## Source
- (en) Cet article est partiellement ou en totalité issu de l’article de Wikipédia en anglais intitulé « Rapp and Rapp » (voir la liste des auteurs).